# Zeta Reticuli
Zêta du Réticule
Désignations
ζ1 Ret : CPD-63 217, GJ 136, HD 20766, HIP 15330, HR 1006, LHS 171, LTT 1573, NLTT 10575, SAO 248770

Zeta Reticuli (ζ Ret / ζ Reticuli) est une étoile binaire située à une distance de 39 années-lumière de la Terre dans la constellation australe du Réticule. Dans un ciel suffisamment sombre, les deux étoiles sont visibles à l'œil nu et apparaissent comme une paire rapprochée d'étoiles distinctes. Du fait de sa position dans l'hémisphère céleste sud, le système n'est pas visible dans les latitudes élevées de l'hémisphère nord, au-delà d'environ 27° N.

## Caractéristiques

### Du système binaire
Les deux étoiles partagent un mouvement propre et une distance similaires, ce qui confirme qu'elles forment en effet un vaste système binaire. Elles sont approximativement éloignées de 9 000 ua, soit environ 1 350 milliards de kilomètres ou 52 jours-lumière. À cette distance relative, l'orbite mutuelle est encore très peu connue car les mesures ne sont menées que depuis environ un siècle (début XXe siècle…). La période de révolution mutuelle de ce système est estimée à environ un demi-million d'années.

### Des étoiles ζ1et ζ2
Les étoiles, désignées par ζ1 Reticuli et ζ2 Reticuli, sont toutes deux des naines jaunes remarquablement semblables au Soleil. Elles ont toutefois une métallicité qui n'est que de 60 % de celle du Soleil. Selon nos connaissances actuelles, les planètes telluriques se forment moins facilement autour d'étoiles moins riches en métaux que la nôtre.
D'abord considérées comme de vieilles étoiles sous-naines de population II du halo galactique, on pense maintenant qu'elles sont de plus jeunes étoiles du disque galactique, mais tout de même considérablement plus anciennes que le Soleil, leur âge étant peut-être de l'ordre de 8 milliards d'années. Elles appartiennent au groupe mouvant de Zeta Herculis.
- ζ1 Reticuli est légèrement moins massive et lumineuse que le Soleil, ayant 96 % de sa masse et 84 % de son diamètre et une température superficielle de 5675 K. Il s'agit d'une étoile de type spectral G3.5 V.
- ζ2 Reticuli possède une masse et une luminosité très similaires à celles du Soleil, ayant 99 % de sa masse et 88 % de son diamètre et une température superficielle de 5795 K. Son type spectral est G2 V, comme le Soleil.

### Recherche planétaire extrasolaire
Le 20 septembre 1996, la découverte d'un Jupiter chaud autour de ζ2 fut rapportée, mais rapidement rétractée car il fut montré que les données observées étaient dues à des pulsations de l'étoile.

## Dans la culture populaire

### Ufologie

#### Cas de Betty et Barney Hill

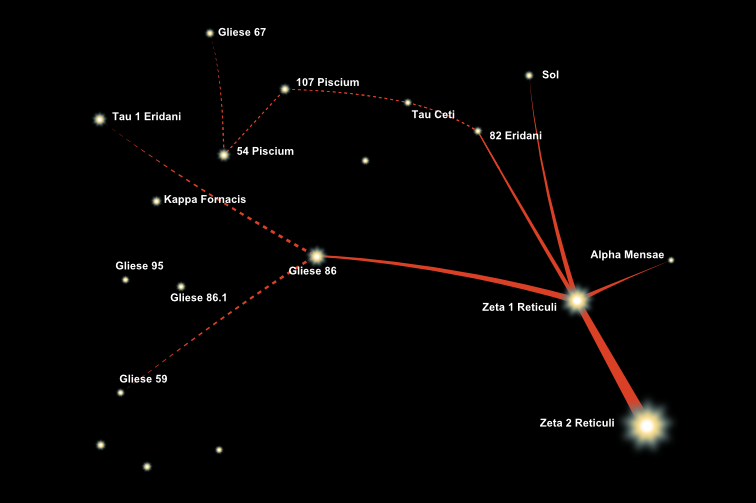
Interprétation de Marjorie Fish de la carte stellaire reportée par Betty Hill.

Le système de Zeta Reticuli a gagné une certaine notoriété dans l'ufologie : quelques ufologues allèguent effectivement que Zeta Reticuli serait un système abritant une civilisation extraterrestre : les Petits-Gris.
Ceci est basé sur l'affaire Betty et Barney Hill en 1961 qui fut le premier cas allégué d'enlèvement par des extraterrestres. En 1964, sous hypnose, Betty Hill a dessiné une carte qu'elle a affirmé avoir vue au cours de son enlèvement, montrant l'étoile de provenance des extraterrestres.
En 1966 (ou 1969 ?), Marjorie Fish, institutrice de l'Ohio et amateur d'astronomie construisit une carte en trois dimensions et perspective de Zeta Reticuli confirmant le témoignage des Hill.

#### Projet Serpo
Le Projet Serpo est un supposé programme d'échange top secret entre le gouvernement des États-Unis et une planète extraterrestre appelée Serpo dans le système stellaire Zeta Reticuli. Les détails de ce supposé programme d'échange sont apparus dans plusieurs récits de conspiration sur les OVNIs, dont un incident survenu en 1983, au cours duquel un homme s'identifiant comme étant le sergent Richard C. Doty de l'armée de l'air des États-Unis a pris contact avec le gouvernement américain pour lui demander de l'aide. Richard C. Doty a pris contact avec la journaliste d'investigation Linda Moulton Howe en prétendant pouvoir lui fournir les dossiers de l'Air Force sur l'échange pour son documentaire HBO The ET Factor, pour ensuite se retirer sans fournir aucune preuve pour étayer son histoire-et un incident en 2005 lorsqu'une série d'emails a été envoyée à un groupe de discussion sur les OVNIs dirigé par Victor Martinez affirmant que le projet était réel. Certaines variations de l'histoire de la conspiration affirment que le nom Serpo est le surnom de la planète extrasolaire. D'autres versions affirment qu'il s'agit d'une mauvaise prononciation de Serponia ou Seinu par les autorités impliquées dans le projet.
La première mention d'un "Projet Serpo" a été faite dans une liste de diffusion sur les OVNIs tenue par le passionné Victor Martinez. Diverses versions de la liste ont circulé et ont ensuite été détaillées sur un site Web . Selon la version la plus courante de l'histoire, un extraterrestre a survécu à un crash près de Roswell à la fin des années 1940. Cet extraterrestre a été détenu mais bien traité par les forces militaires américaines, a pris contact avec sa planète d'origine et a finalement été rapatrié. L'histoire continue en affirmant que cela a conduit à l'établissement d'une sorte de relation entre le gouvernement américain et les habitants de son monde d'origine, qui serait une planète du système stellaire binaire Zeta Reticuli.
L'histoire prétend enfin que douze militaires américains ont visité la planète entre 1965 et 1978 et que tous les membres du groupe sont morts depuis, des "effets secondaires des niveaux élevés de radiation des deux soleils". Une autre version de l'histoire prétend que "Huit (8) membres de l'équipe sont rentrés après un voyage de sept (7) mois. Le membre de l'équipe n°308 (pilote de l'équipe n°2) est mort d'une embolie pulmonaire en route vers SERPO lors du voyage de 9 mois ; 11 sont arrivés sains et saufs. Un (1) est mort sur la planète - et ces deux corps ont été ramenés sur Terre - tandis que deux (2) autres ont décidé de rester sur la planète mère des ALIENS, SERPO" .
Une critique du projet Serpo provient du manque de véracité de l'un de ses témoins présumés, le Sergent Richard Doty impliqué dans d'autres activités présumées liées aux OVNIs (voir Majestic 12 et Paul Bennewitz), et est donc une source discréditée (ou un fournisseur intentionnel de désinformation). De plus, il n'existe aucune preuve physique soutenant l'existence du projet. Selon Tim Swartz de Mysteries Magazine, Doty, qui a promis des preuves à Moulton Howe avant de se rétracter, a été impliqué dans la circulation de plusieurs autres histoires de conspiration ovni. Swartz a également exprimé que les détails du projet Serpo ont considérablement varié selon les différents récits. Il a été allégué que toute la série de posts était conçue pour être du marketing viral pour un nouveau livre de Doty.
Bill Ryan, l'un des principaux partisans de la diffusion des affirmations du Projet Serpo, a annoncé le 5 mars 2007 qu'il renonçait à son rôle de webmaster du site Serpo. Ryan maintient néanmoins sa conviction qu'un programme d'échange extraterrestre a bien eu lieu, bien qu'il affirme que les communiqués de Serpo contenaient certainement de la désinformation.

#### Autres cas
Dans une entrevue avec George Knapp pour un documentaire de télévision, Bob Lazar, l'homme qui a dénoncé le premier l'existence de la Zone 51 où il aurait travaillé, prétend avoir été renseigné sur la provenance des extraterrestres présents sur le site, mais dit n'avoir jamais eu de contact, pas même visuel.

### Science-Fiction
Ridley Scott a situé la planète du film Alien, le huitième passager, à proximité de cette étoile double, proche de Zeta 2 Reticuli, exactement sur LV-426, nom donné dans le film.
Il situe également l'action de Prometheus dans le même système (Zeta Reticuli), mais sur une planète différente, LV-223 ; avec un pictogramme de six étoiles qui fait probablement référence à celui des années soixante.